# Reda Hammache
Reda Hammache, né le 16 novembre 1982 à Saint-Denis, est un dirigeant de football français, spécialisé dans le recrutement.

## Carrière
Reda Hammache commence sa carrière dans le monde du football professionnel comme recruteur, au Stade rennais, de 2005 à 2009, puis au RC Lens jusqu'en novembre 2012, et à l'AS Monaco jusqu'à l'été 2013. Dans ce dernier club, il contribue au recrutement du jeune Kylian Mbappé. De septembre 2013 à février 2017, il revient à Lens comme responsable du recrutement jeunes, puis travaille au LOSC Lille comme recruteur encore, sous la direction de Gérard Lopez, jusqu'en décembre 2019.
Le 18 décembre 2019, il est nommé directeur sportif du Nîmes Olympique, alors en Ligue 1. Son arrivée marque un changement dans la tactique du club à partir de la saison suivante : elle s'axe désormais sur une politique assumée de « trading », à savoir le recrutement de footballeurs dans l’optique de les revendre relativement rapidement pour obtenir un bénéfice financier, grâce à une cellule de recrutement nouvellement créée, et voit ainsi l'arrivée plus régulière de joueurs étrangers comme Birger Meling, Niclas Eliasson ou Andrés Cubas. Il quitte Nîmes en février 2022.
En mai 2022, il est nommé au Red Star, en région parisienne, où il est l'architecte de l'effectif qui permet au club de remonter en Ligue 2. Il démissionne en décembre 2024.
En janvier 2025, il est nommé comme responsable du recrutement au SM Caen, racheté quelques mois plus tôt par Kylian Mbappé.

## Liens
- Ressource relative au sport :   - Transfermarkt (managers)